# Sorrento Calcio 1945
Maillots
Actualités
Le Sorrento Calcio 1945, est un club de football italien, fondé en 1945 et situé dans la ville de Sorrente, dans la province de Naples, en Campanie.

## Historique
Le Sorrente Calcio participe à la Serie B au début des années 1970, terminant la saison 1971/1972 à la 19e place.

## Historique des noms
- 1945-1950 : Società Sportiva Sorrento
- 1950-1951 : Sant'Agnello - Penisola Sorrentina
- 1951-1952 : Unione Sportiva Penisola Sorrentina
- 1952-1957 : Società Sportiva Flos Carmeli
- 1957-1981 : Società Sportiva Sorrento
- 1981-1991 : Associazione Calcio Sorrento
- 1991-2006 : Associazione Sportiva Sorrento
- 2006-2016 : Sorrento Calcio
- 2016-2017 : Football Club Sorrento
- 2017-2021 : Sorrento 1945
- 2021- : Sorrento Calcio 1945

## Joueurs et personnalités du club
Avec 435 matches, Antonino Fiorile détient le record du nombre de matches joués avec Sorrente Calcio. Le meilleur buteur de l'histoire du club est Giulio Russo avec 90 réalisations.

## Palmarès
- 1 coupe d'Italie de Serie D : 2005-06
- 1 coupe d'Italie de Ligue Pro Première Division : 2008-09
- 1 championnat de Ligue Pro Deuxième Division : 2007

## Identité du club

### Logos

Jusqu'en 2025
Depuis 2025